# 念仏
念仏（ねんぶつ）とは、仏教における行のひとつで、仏の姿や功徳を思い描いたり、その名号を口に出して呼ぶこと。サンスクリット語では"Buddhānusmṛti（英語: Buddhānusmṛti）"で、仏陀に対する帰敬、礼拝、讃嘆、憶念などの意である。元来は仏（ブッダ）を思い描く等しながらの瞑想修行を指していたが、日本では、浄土宗・浄土真宗が広く普及した結果、一般的には、浄土教系の宗派において合掌礼拝時に「南無阿弥陀仏」（なむあみだぶつ）と声に出して称える「称名念仏」を指すことが多い。
また本来の「仏」の「名号」を口にして呼ぶ意味から、各宗派による解釈の相違・用語の違いはあるもの、例として「南無釈迦牟尼世尊」「南無大聖不動明王」「南無観世音菩薩」も念仏である。

## 概要
「念」という漢字には、「憶念」、「仏隨念」、「心念」（観心）、「観念」（「観想」）、「称念」などの抽象的な名詞の意味のほか、口に出してとなえるという動詞としての意味がある。この意味では口編を付けた「唸」（うなる）は1異体字である。「「念仏」の場合「仏」が目的語であり仏の名を唱えることと理解される。
「仏」とは、この場合「仏身」、「仏名」の意味がある。「仏」を「仏身」とみる場合、具体的な仏の相好（そうごう）とか仏像とかとみる時と、仏の本質的な実相の理をあらわす法身（ほっしん）とみる時とでは、「念」の意味もおのずから変わってくる。法身を念ずる場合は、それは「理を観ずる」のだから、念は憶念、思念、心念などの意味である。具体的な仏や仏の相好にむかえば、それは生身や像身の色相（すがたかたち）を観ずることであるから、念は観念の意味が強い。仏を仏名とみれば、名は称え呼ぶものであるから、念は称念の意味とみるべきである。
念仏については、さらに正しく物を見るために、五停心観（ごじょうしんかん）という、心を停止する観法があり、その中にも「念仏観」がある。この場合の念仏観は、睡眠とか逼迫の障りを対論して心を静止せしめるための方法をいう。
このように、念仏には、様々な受け取り方がある。

## 歴史

### 初期仏教

#### 憶念
初期の仏教では、仏を「憶念」することを「念仏」と言う。
古い経典で、仏弟子たちが「南無仏」と唱えたといわれるのは、現存の仏陀釈尊に対する追憶の念仏であり、また祈りの念仏である。

#### 仏隨念
『阿含経』では、三念・六随念（ろくずいねん）・十隨念の第一である「仏隨念」のことを「念仏」という。この場合の「念仏」は、仏に対して想を留め、他の想をやめて心を乱さないことをいう。

#### 上座部仏教
「仏随念」の修法は、現在の上座部仏教にも受け継がれている。

### 大乗仏教

#### 大乗仏教初期
インドでは、やがて大乗仏教が成立し、その初期には多仏思想が成立する。その思想にともない、念ずる対象となる仏が多様化していき、諸仏の徳を讃嘆し供養することが大切な行とされた。

##### 念仏三昧
『般舟三昧経』では、禅定（三昧）に入って、仏を目の当たりに見る（見仏）ことを目的として精神集中する「般舟三昧」（念仏三昧）が説かれている。

##### 観想念仏
『観仏三昧海経』では、仏を（心に）観察（かんさつ、かんざつ）し、観念する「観仏三昧」（観想念仏）が説かれている。

##### 原始浄土教
『無量寿経』などの浄土経典では、阿弥陀仏を念仏することにより、その仏国土である極楽浄土に往生できると説かれている。この場合、浄土教が展開していく過程で「念仏」の意味は、憶念（仏随念）、思念（作為）、念仏三昧、観想念仏、称名念仏と解釈が分かれるようになる。

### 中国大陸
中国大陸では2世紀後半に、浄土経典が伝えられる。初期の中国浄土教では、念仏三昧・観想念仏が主流であった。後に念仏と禅が融合した「念仏禅」が主流となる（この「念仏禅」は念仏と禅が完全に融合したものではなく、「僧侶や知識人は禅であるが、禅は難しいので、禅がわかる能力のなさそうな庶民には念仏をすすめる」というものであった）。
法然は、『選択本願念仏集』において「廬山慧遠法師慈愍三蔵道綽善導等是也」と述べ、中国浄土教を「廬山慧遠流」、「慈愍三蔵流」、「道綽・善導流」に分ける。

#### 廬山慧遠流
慧遠
廬山の慧遠は『般舟三昧経』に基づき、402年に念仏結社「白蓮社」を結び、念仏三昧を重視する。中国浄土教の祖ともみなされている。

#### 慈愍三蔵流
慧日（慈愍三蔵慧日〈じみんさんぞうえにち〉、680-748）
慈愍流浄土教の開祖である慧日は、善導の浄土教を基盤に、浄土と禅を並行して修法することを主張する。念仏禅の基盤となる。

#### 道綽・善導流
法然は、『選択本願念仏集』において浄土教の師資相承血脈を道綽の『安楽集』から菩提流支・慧寵・道場・曇鸞・大海・法上の6人を、『唐高僧伝』・『宋高僧伝』から菩提流支・曇鸞・道綽・善導・懐感・小康の6人の計10人を挙げている。
曇鸞
当初は仙教を学ぶが、菩提流支より『仏説観無量寿経』を授かり、浄土教に帰依する。
『無量寿経』を世親（天親）が注釈し、菩提流支により訳された『無量寿経優婆提舎願生偈』（『浄土論』、『往生論』）を、曇鸞が再註釈し『無量寿経優婆提舎願生偈註』を撰述する。
道綽
当初は慧瓚（えさん）に師事し、戒律と禅定の実践に励む。
609年に、石壁玄中寺で曇鸞の碑文を読み浄土教に帰依する。
『観無量寿経』を解釈した、『安楽集』を撰述する。
曇鸞の教えを継承し、仏教を「聖道門」と「浄土門」に分け、浄土念仏を勧める。その際、小豆で念仏の数を数える「小豆念仏」を提唱する。
善導
道綽に『観無量寿経』を授かり、師事する。
主著『観無量寿経疏』（『観経疏』）は、『観無量寿経』は観想念仏を勧めているのではなく、称名念仏を勧めている教典と解釈した。
この称名念仏重視の流れは、法照らに継承されるも、中国では発展しなかった。日本の法然により『観経疏』は再発見・評価され、日本の浄土教に多大な影響を与える。

### 日本

#### 奈良仏教・平安仏教
奈良仏教（法相宗）・平安仏教（天台宗）では、観想念仏が主流であった。
最澄
日本天台宗の開祖・最澄（伝教大師）は、止観によって阿弥陀仏と自己の一体を観想する念仏修法を導入した。
日本天台宗では比叡山の常行堂（常行三昧堂・般舟三昧堂）における常行三昧がある。
源信
源信の撰述した『往生要集』では、「観想」と「称名」の2つの念仏を立てるが「観想念仏」を重視し、来迎の儀式を強調したため、平安貴族に流行する。その影響で、平安時代は極楽浄土や阿弥陀三尊を表現する建築様式（宇治の平等院や平泉の中尊寺など）や美術様式が発展した。
「観想念仏」を重視したものの、一般民衆のための「称名念仏」を認知させたことは、後の「称名念仏」重視とする教えに多大な影響を与えた。

#### 称名念仏
詳細は「称名念仏」の項目を参照。
「称名念仏」は、良忍・法然・親鸞らにより布教される。宗旨・宗派により解釈が異なる。
貞慶
貞慶は、釈迦の観想念仏に励行する一方で、法然の専修念仏を批判した。
踊念仏
踊念仏（おどりねんぶつ）とは、太鼓・鉦（かね）などを打ち鳴らし、踊りながら念仏・和讃を唱えること。現在は、婦人を中心とした檀信徒による「跡部の踊り念仏」と、僧侶が儀式として修行する「踊躍念仏」に分化している。
その起源は平安時代中期の僧空也にあるといわれる。空也が創建した六波羅蜜寺には踊躍念仏が伝わり、国の重要無形文化財に指定されている。鎌倉時代、時宗の一遍が伯父の河野通末の配流先であった信濃国伴野荘（長野県佐久市）を訪れた時、空也に倣って踊念仏を行った。
同じ時期に九州の浄土宗の僧・一向俊聖も一遍とは別に踊念仏を行った。それ以来、時宗・一向宗（一向俊聖の系統のことで浄土真宗とは別宗派、後に時宗一向派とされたが、昭和になって浄土宗に帰属）の僧が遊行に用いるようになり全国に広まった。天道念佛（もとは天童念佛と書いた）とも言われる。雨乞い念仏の一種と見られている。現在も実演を行っているのは、毎年11月17日に勤められる山形県天童市の佛向寺での開山忌踊躍念仏と、素朴な農民信仰として、千葉県船橋市海神の天道念仏がある。
時宗の踊念仏は、現在も実演を行なっているのは、前述の佐久市跡部の西方寺のもののみで、重要無形民俗文化財に指定されている。同じ佐久市岩下の踊り念仏（3月の彼岸に実演）も跡部系とされ、市指定無形民俗文化財である。
浄土真宗東本願寺の報恩講では、座ったまま体を前後左右に揺らしながら唱和する「式間の念仏」という念仏がある。公式の勤行ではないが蓮如の時代に定着したと言われ、別名を坂東曲（ばんどうぶし）という。坂東曲は遡ると近畿地方の六斎念仏の演目のひとつである坂東に由来すると言われる。
- 盆踊りや念仏踊り、出雲阿国の創始した歌舞伎踊りに大きな影響を与えた。
- 天道大日如来盆（地蔵盆）"天道”と大日如来に附すのは天道念佛が起源ともいわれる。

## 念仏呪術論争
昭和30年代に家永三郎、星野元豊らによって念仏呪術論争がおこった。